# Acoustically Driven
Acoustically Driven è l'ottavo album dal vivo del gruppo musicale rock britannico Uriah Heep. È stato registrato al London Mermaid Theatre il 9 dicembre del 2000 e pubblicato nel marzo 2001.

## Tracce
1. Introduction – 0:47
2. Why Did You Go (Byron/Box/Hensley/Kerslake) – 3:59
3. The Easy Road (Hensley) – 2:41
4. Echoes in the Dark (Hensley) – 4:44
5. Come Back to Me (Kerslake/Hensley) – 4:40
6. Cross That Line (Box/Lanzon) – 5:56
7. The Golden Palace (Box/Lanzon) – 8:17
8. The Shadows and the Wind (Hensley) – 4:30
9. Wonderworld (Hensley) – 4:33
10. Different World (Box/Lanzon) – 5:03
11. Circus (Thain/Box/Kerslake) – 4:21
12. Blind Eye (Hensley) – 3:37
13. Traveller in Time (Byron/Box/Kerslake) – 2:50
14. More Fool You (Box/Lanzon) – 3:30
15. Lady in Black (Hensley) – 6:15
16. Medley: (The Wizard  (Hensley/Clarke)  / Paradise  (Hensley)  / Circle of Hands  (Hensley) ) – 9:24

## Formazione
- Bernie Shaw – voce
- Mick Box – chitarra
- Phil Lanzon – tastiere
- Trevor Bolder – basso
- Lee Kerslake – batteria